# Станция «Фрутвейл»
«Ста́нция „Фру́твейл“» (англ. Fruitvale Station) — основанный на реальных событиях американский независимый фильм в жанре биографической драмы, снятый режиссёром-дебютантом Райаном Куглером. Обладатель приза программы «Особый взгляд» Каннского кинофестиваля за лучший дебютный фильм. Премьера фильма состоялась 19 января 2013 года в рамках кинофестиваля «Сандэнс».

## Сюжет
Оскар Грант был обычным жизнерадостным парнем двадцати двух лет от роду. Он обожал свою дочь Татьяну, был примерным сыном, изменял, но смог помириться с женой Сафиной, ещё он любил потрепаться с друзьями во дворе своего родного района… Это совсем недалеко от станции «Фрутвейл», где в канун Нового 2009 года его застрелил полицейский по абсолютно непонятной причине.

## В ролях
| Актёр            | Роль                |
| ---------------- | ------------------- |
| Майкл Б. Джордан | Оскар Грант         |
| Мелони Диас      | Софина              |
| Октавия Спенсер  | Ванда Джонсон       |
| Кевин Дюранд     | офицер Карузо       |
| Чад Майкл Мюррей | офицер Инграм       |
| Ана О’Рейли      | Кэти                |
| Ариана Нил       | Татьяна дочь Гранта |
| Кэролайн Лесли   | Стеф                |
| Жонесса Каин     | Даная               |

## Награды
| Награда                                      | Дата вручения  | Номинация                                              | Номинант                                        | Результат |
| -------------------------------------------- | -------------- | ------------------------------------------------------ | ----------------------------------------------- | --------- |
| Кинофестиваль «Сандэнс»                      | 26 января 2013 | Приз зрительских симпатий: Лучшая американская драма   | Райан Куглер                                    | Победа    |
| Кинофестиваль «Сандэнс»                      | 26 января 2013 | Большой приз жюри: Лучшая американская драма           | Райан Куглер                                    | Победа    |
| Каннский кинофестиваль                       | 25 мая 2013    | Особый взгляд: Лучший дебютный фильм                   | Райан Куглер                                    | Победа    |
| Каннский кинофестиваль                       | 25 мая 2013    | Особый взгляд: Главный приз жюри                       | Райан Куглер                                    | Номинация |
| Каннский кинофестиваль                       | 25 мая 2013    | Золотая камера                                         | Райан Куглер                                    | Номинация |
| Премия Национального совета кинокритиков США | 2013           | Лучший режиссёрский дебют                              | Райан Куглер                                    | Победа    |
| Премия Национального совета кинокритиков США | 2013           | Прорывная мужская роль                                 | Майкл Б. Джордан                                | Победа    |
| Премия Национального совета кинокритиков США | 2013           | Лучшая женская роль второго плана                      | Октавия Спенсер                                 | Победа    |
| Премия Национального совета кинокритиков США | 2013           | Десятка лучших фильмов года                            |                                                 | Номинация |
| Премия Нью-Йоркского кружка кинокритиков     | 2013           | Лучший дебютный фильм                                  | Райан Куглер                                    | Победа    |
| Премия «Спутник»                             | 2013           | Актёрский прорыв                                       | Майкл Б. Джордан                                | Победа    |
| Стокгольмский кинофестиваль                  | 2013           | Приз «Алюминиевая лошадь» за лучший режиссёрский дебют | Райан Куглер                                    | Победа    |
| Цюрихский кинофестиваль                      | 2013           | Специальное упоминание                                 | Райан Куглер                                    | Победа    |
| Премия британского независимого кино         | 2014           | Лучший международный независимый фильм                 |                                                 | Номинация |
| Независимый дух                              | 2014           | Лучший дебютный фильм                                  | Райан Куглер, Нина Янг Бонджови, Форест Уитакер | Победа    |
| Независимый дух                              | 2014           | Лучшая мужская роль                                    | Майкл Б. Джордан                                | Номинация |
| Независимый дух                              | 2014           | Лучшая женская роль второго плана                      | Мелони Диас                                     | Номинация |
| Премия Гильдии продюсеров США                | 2014           | Премия имени Стэнли Крамера                            | Райан Куглер, Нина Янг Бонджови, Форест Уитакер | Победа    |